# Lena Ottens
Lena Ottens (Everswinkel, 15 de abril de 1997) es una jugadora de voleibol y voleibol de playa alemana.

## Carrera
Ottens comenzó su carrera en el voleibol en 2005 en BSV Ostbevern, con quien jugó varias veces bajo techo en los campeonatos juveniles de Alemania Occidental y Alemania. En 2010 comenzó a jugar voleibol de playa. Con Lea Dreckmann fue subcampeona de Alemania Sub-18 en 2013 y 2014 y en 2015 quedó tercera en las DM Sub-19 y Sub-20. Con Leonie Klinke, Ottens se convirtió en Campeona Europea Sub-18 en 2014 en Kristiansand, Noruega. En 2015, junto a Sandra Ittlinger, terminó quinta en el Campeonato Europeo Sub-22 en Macedo de Cavaleiros, Portugal. Ottens jugó con Stefanie Hüttermann en el Smart Beach Tour nacional en 2015 y 2016, terminó cuarto en el torneo CEV Satellite en Mesina y noveno en el campeonato alemán en Timmendorfer Strand. Con Leonie Körtzinger obtuvo el tercer lugar en 2016 en el campeonato alemán Sub-20 y en 2017 en la Smart Beach Cup en Duisburg. En 2017, Ottens jugó junto a Anika Krebs en el Smart Beach Tour. Ottens/Krebs terminaron quintas en el torneo satélite CEV en Liubliana y novenas en el campeonato alemán.
Después de una cirugía de hombro en diciembre de 2017, Ottens estuvo fuera durante toda la temporada 2018. En 2019, jugó por primera vez dos veces en el World Tour nuevamente con Klinke y luego en el Techniker Beach Tour (anteriormente Smart Beach Tour) con Hannah Ziemer. En 2020, Klinke/Ottens se clasificaron para el campeonato alemán a través del Comdirect Beach Tour 2020.